# Stanisław Engel
Stanisław Antoni Engel (ur. 17 marca 1893 w Stryju, zm. 23 stycznia 1962 w Opolu) – pułkownik piechoty Wojska Polskiego, kawaler Orderu Virtuti Militari.

## Życiorys
Urodził się 17 marca 1893 w Stryju w rodzinie Mieczysława i Stefanii z Gatnikiewiczów. W roku 1912 zdał egzamin dojrzałości w IV Gimnazjum we Lwowie i rozpoczął studia na wydziale prawa Uniwersytetu Lwowskiego. W latach 1912–1913 pod ps. „Manru” należał do Związku Strzeleckiego. W sierpniu 1914 wstąpił do Legionu Wschodniego. 21 maja 1915 został wcielony do wojska austriackiego, w którym pozostał do 1 listopada 1918. W międzyczasie zdał II egzamin prawniczy i uzyskał absolutorium na Uniwersytecie Lwowskim. W szeregach cesarskiej i królewskiej Armii walczył na frontach: rosyjskim, niemieckim i włoskim. Jego oddziałem macierzystym był Pułk Piechoty Nr 9. W kwietniu 1916 otrzymał stopień chorążego. Na stopień podporucznika został mianowany ze starszeństwem z 1 stycznia 1917 w korpusie oficerów rezerwy piechoty.
12 listopada 1918 został wcielony ochotniczo do Wojska Polskiego, Legii Oficerskiej w Przemyślu, z którą wyruszył na odsiecz Lwowa. W styczniu 1919 został przeniesiony do baonu radomskiego jako dowódca kompanii ckm. Awansował kolejno we wrześniu 1919 na porucznika, w listopadzie 1920 na kapitana, w sierpniu 1924 na majora. W listopadzie 1928 został przeniesiony z 1 Dywizji Piechoty Legionów w Wilnie do 6 Pułku Piechoty Legionów na stanowisko dowódcy batalionu. 2 grudnia 1930 został mianowany podpułkownikiem ze starszeństwem z 1 stycznia 1931 i 26. lokatą w korpusie oficerów piechoty. W październiku 1931 został przeniesiony do Państwowego Urzędu Wychowania Fizycznego i Przysposobienia Wojskowego w Warszawie na stanowisko szefa wydziału, a następnie zastępcę dyrektora. W czerwcu 1934 został wyznaczony na stanowisko zastępcy dyrektora PUWFiPW. W listopadzie 1935 został przeniesiony do 42 Pułku Piechoty w Białymstoku na stanowisko dowódcy pułku, a w kwietniu 1937 do 6 Pułku Piechoty Legionów w Wilnie na stanowisko dowódcy pułku. Na stopień pułkownika został mianowany ze starszeństwem z 19 marca 1939 i 9. lokatą w korpusie oficerów piechoty. Na czele 6 Pułku Piechoty Legionów walczył w kampanii wrześniowej. 12 września w czasie bitwy pod Kałuszynem został ranny i dostał się do niemieckiej niewoli. Przebywał w Oflagu II C Woldenberg .
Po wojnie powrócił do rodziny do Siedlec. W maju 1945 został aresztowany przez UB. Po ucieczce przeniósł się z rodziną do Warszawy, a następnie do Opola, gdzie do kwietniowej amnestii w 1956 posługiwał się zmienionymi danymi osobowymi. Wykorzystując wykształcenie prawnicze, pracował w instytucjach cywilnych.
Zmarł 23 stycznia 1962. Początkowo pochowany na cmentarzu przy ul. Wrocławskiej w Opolu, a następnie przeniesiony przez Rodzinę na cmentarz komunalny w Opolu-Półwsi (sektor 9L-35-1_2).
Był mężem Haliny (1895–1976), z którą miał syna Lecha, inż. architekta.

## Ordery i odznaczenia
- Krzyż Srebrny Orderu Wojskowego Virtuti Militari nr 4837 (1921)[16]
- Krzyż Kawalerski Orderu Odrodzenia Polski (1938)[17]
- Krzyż Walecznych (trzykrotnie – „za czyny męstwa i odwagi wykazane w bojach toczonych w latach 1918–1921”)[18]
- Złoty Krzyż Zasługi (10 listopada 1928)[19][20]
- Medal Pamiątkowy za Wojnę 1918–1921
- Medal Dziesięciolecia Odzyskanej Niepodległości
- Brązowy Medal za Długoletnią Służbę
- Srebrny Medal Waleczności 1 klasy (Austro-Węgry)[2]
- Brązowy Medal Waleczności (Austro-Węgry)[2]
- Krzyż Wojskowy Karola (Austro-Węgry)
- Medal 10 Rocznicy Wojny Niepodległościowej (Łotwa, zezwolenie 1929)[21]